# Endofyt

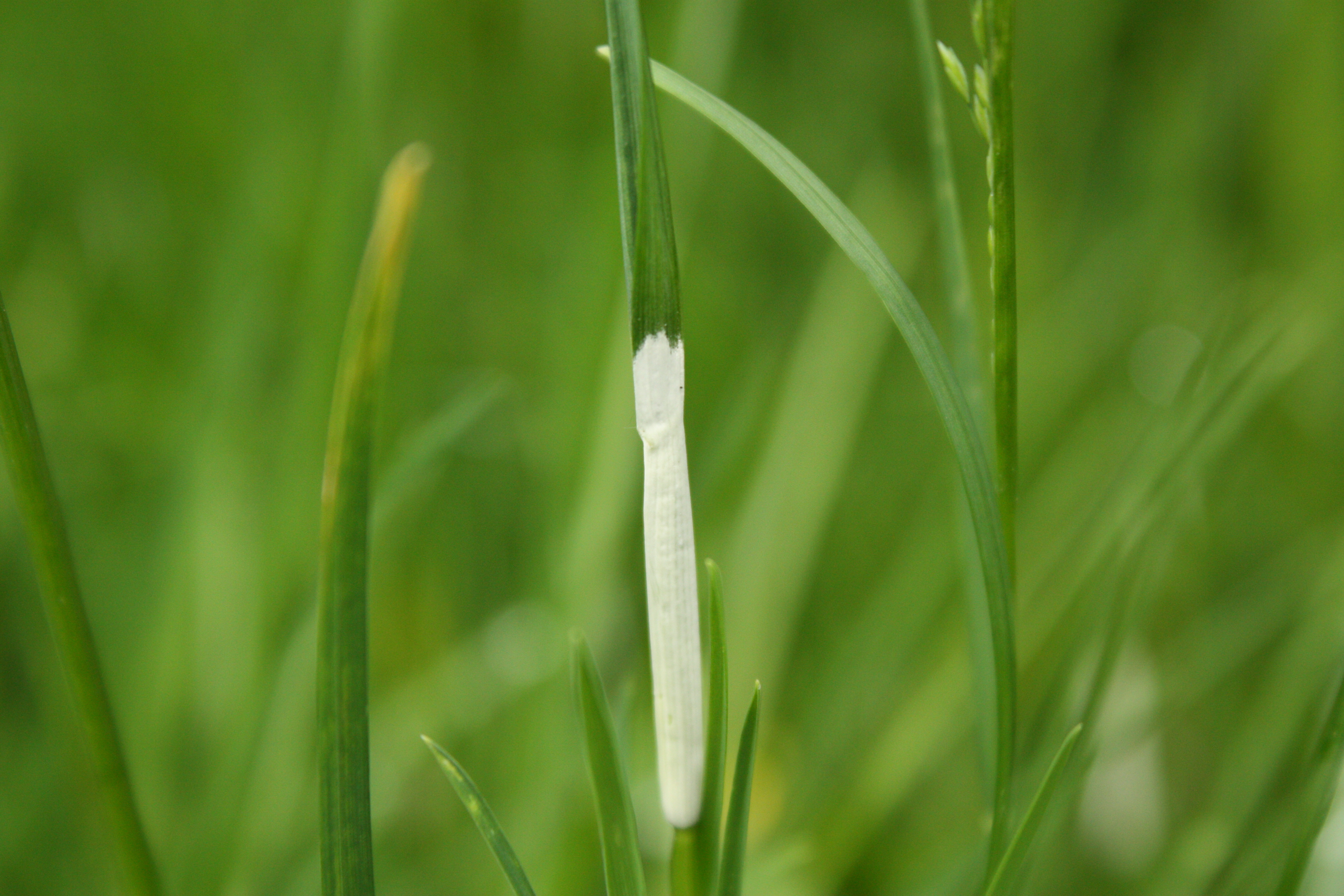
Epichloe typhina is een endofyt hier op veldbeemdgras

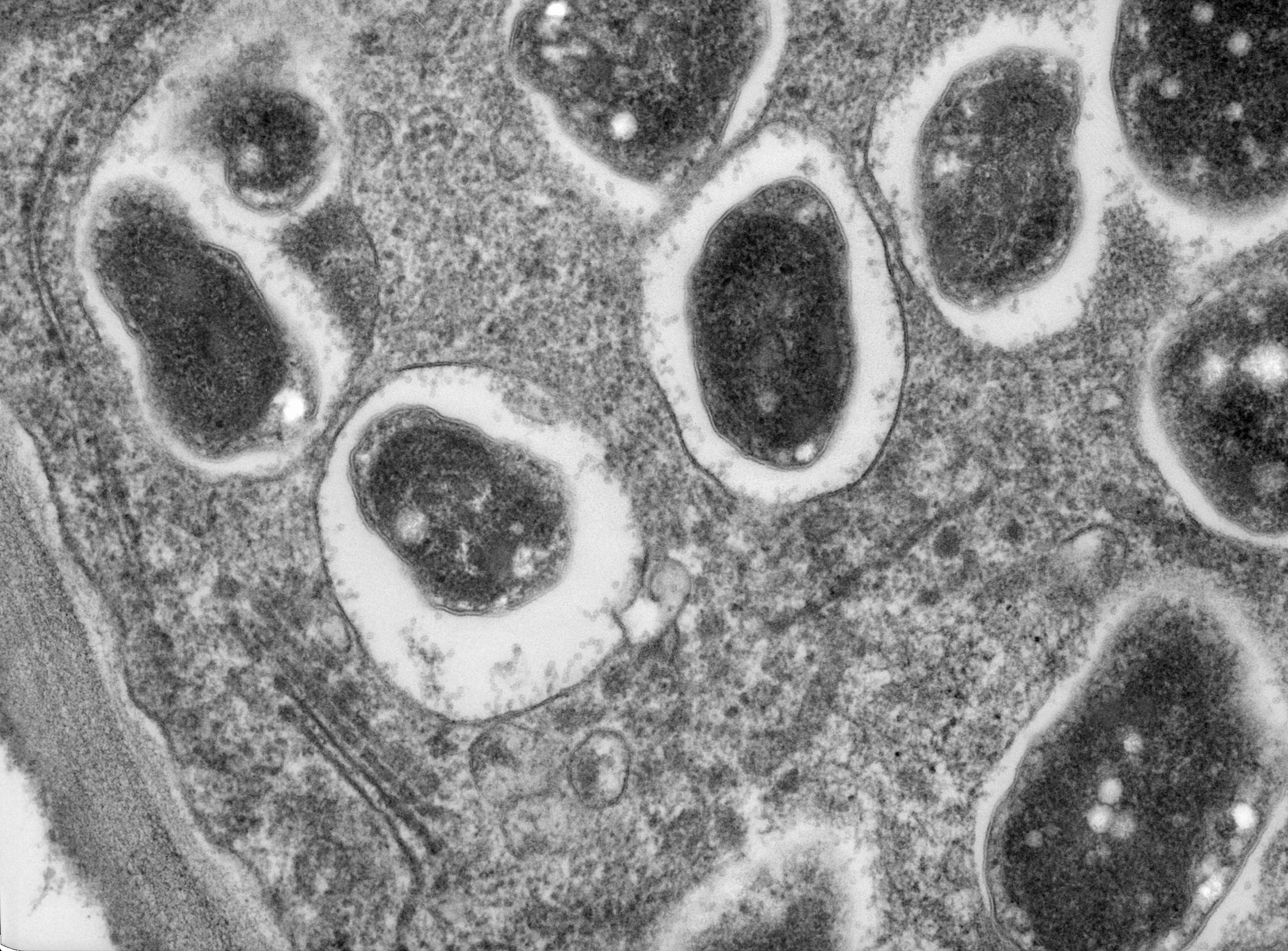
Microscopische opname van een stikstofwortelknolletje van een sojaboon met bacteriën van het geslacht Bradyrhizobium

Een endofyt is een symbiotische schimmel of bacterie die in alle delen van planten kan voorkomen. Endofyten kunnen negatieve gevolgen hebben voor gewassen, maar ook positieve.
De groei van wortels bij planten wordt bevorderd door een arbusculaire mycorrhiza (een endotroof type mycorrhiza), een symbiose tussen de endofyten en de plant wortel.
De hoogste concentratie van endofyten komt voor in de bladeren en bladscheden. De besmetting wordt overgedragen via het zaad van de besmette plant. Endofyten kunnen in veel verschillende soorten planten voorkomen. Bekende voorbeelden van endofyten die in grassen voorkomen zijn de Epichloë-soorten die behoren tot de familie Clavicipitaceae.
Een besmetting met een endofyt is niet altijd schadelijk voor de plant, maar kan dat wel zijn voor dieren die deze planten eten. Ook zaadetende dieren zoals vogels en muizen kunnen schade ondervinden.
De endofyt beschermt de plant tegen insectenvraat. Ook kunnen de planten beter tegen slechte groeiomstandigheden zoals droogte of hoge temperaturen. Bij gazons en sportvelden zou dit voordelen kunnen opleveren.
In Nieuw-Zeeland is bijvoorbeeld veel gras besmet met endofyten. Zowel Engels raaigras, rietzwenkgras, rood zwenkgras als hard zwenkgras zijn de voornaamste grassen die besmet zijn.

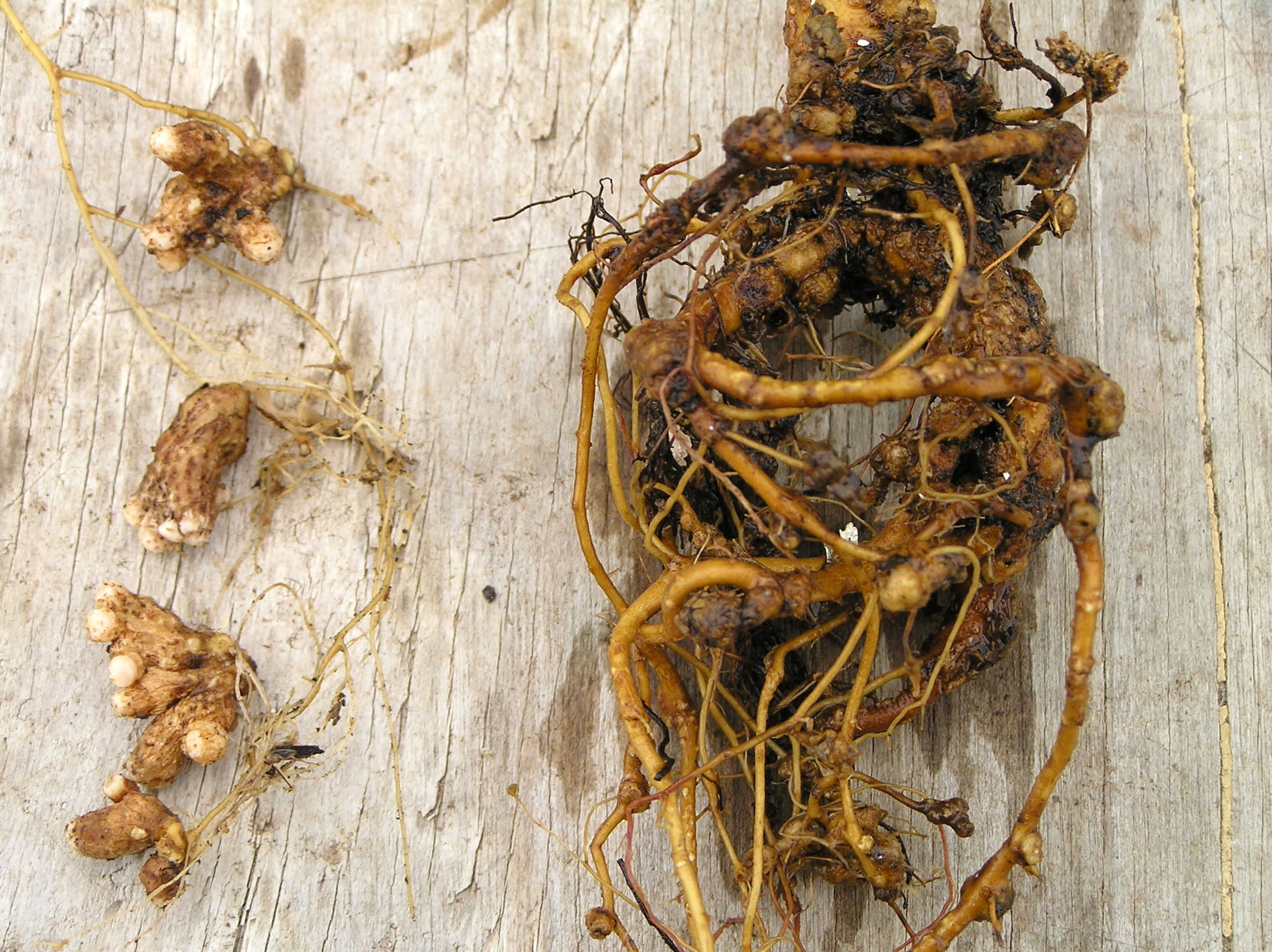
links:Bradyrhizobium stikstofwortelknolletjes